# Cynthia A. Pratt
Cynthia A. "Mẹ" Pratt (sinh ngày 5 tháng 11 năm 1945) là cựu Phó Thủ tướng của Bahamas. Bà đã tranh cử thành công chức vụ khi Đảng Tự do Tiến bộ lên nắm quyền trong cuộc bầu cử quốc gia năm 2002.
Bà là một mục sư Tin lành và từng là giáo viên Giáo dục Thể chất trong hệ thống trường công lập ở Bahamas. Bà từng giữ chức Thủ tướng năm 2005 khi Thủ tướng Perry Christie bị đột quỵ.
Bà đã được bầu lại vào ghế của mình tại Quốc hội trong cuộc tổng tuyển cử năm 2007.
Vào thứ Sáu, ngày 10 tháng 11 năm 2017, bà đã ra mắt ấn phẩm về tiểu sử của mình, Người phụ nữ bình thường đến từ trái tim của thành phố, được xuất bản bởi Scholar Books. Nhà xuất bản Albert Cox đã báo cáo tại buổi ra mắt rằng 35.000 bản đã được bán. Vernon Lynch, anh trai của nam diễn viên Eddie Murphy, xác nhận ông sẽ biến cuốn sách của bà Pratt thành một bộ phim.

## liên kết ngoài
- Nữ Bộ trưởng Thủ tướng. Hướng dẫn toàn cầu về phụ nữ lãnh đạo.

| Cơ quan chính trị         | Cơ quan chính trị                    | Cơ quan chính trị       |
| ------------------------- | ------------------------------------ | ----------------------- |
| Tiền nhiệm Perry Christie | Thủ tướng của Bahamas Tạm quyền 2005 | Kế nhiệm Perry Christie |